# Мирко Керкез
Мирко Керкез (Смољана код Петровца, 1952) српски је хирург, специјалиста опште хирургије, академик, доктор медицинских наука, универзитетски професор и политички функционер.

## Животопис
Мирко Керкез је рођен 1952. године у Смољани код Петровца, од оца Драге Керкеза из Смољане и мајке Зорке Праштало, такође из Смољане. У Смољани је завршио основну школу и 1967. године уписује Гимназију „Радивој Родић“ у Петровцу, као 8. генерација гимназијалаца. Матурирао је у школској 1971/72. години. Након завршене гимназије, 1973. године уписује Медицински факултет у Београду, који завршава 1979. године. Запослен је као љекар, те као универзитетски професор на Медицинском факултету у Београду.

## Стручна и научна каријера
Медицински факултет Универзитета у Београду завршио је 1979. године, са просјечном оцјеном 8,21. Исте године се запошљава у Дому здравља у Крупњу и ту ради до 1981. године. Од 1981. године запослен је на Првој хируршкој клиници – Клиници за дигестивну хирургију Клиничког центра Србије у Београду. Специјализацију из опште хирургије завршио је у Београду 1985. године. Има субспецијализацију из области хирургије дигестивног система. Преко 15 година био је шеф хируршке екипе Ургентног центра Клиничког центра Србије. Од 2009. године је начелник новоформираног Првог одељења Прве хируршке клинике КЦС, а од 2008. обавља функцију замјеника генералног директора Клиничког центра Србије. Једно вријеме радио је на Институту за болести дигестивног система КЦС-а. Судски је вјештак из области опште хирургије и трауматологије.
Упоредо са стручном каријером, градио је и научну каријеру. Докторску дисертацију на тему Интрахепатична литијаза, дијагностика и хируршко лечење одбранио је на Медицинском факултету у Београду 1996. године. Године 1997. на Медицинском факултету у Београду изабран је у звање асистента на предмету хирургија. У звање доцента на београдском медицинском факултету изабран је 2007. године. У звање ванредног професора за ужу научну област Хирургија са анестезиологијом (општа хирургија) бива биран 2012. године. У исто звање реизабран је 2017. године.
Објавио је велики број научних и стручних радова (више од 30). Био је ментор на изради неколико специјалистичких радова, магистарских теза и докторских дисертација. Учесник је неколико домаћих и међународних пројеката.
Проф. др Мирко Керкез је академик. Члан је Бугарске академије наука, члан СКАНУ (Српска краљевска академије научника и умјетника) од 2012. године, и члан Свесловенске руске академије. Налази се на челу Научног савјета Српске краљевске академије научника и умјетника.

## Политичка каријера
Доктор Мирко Керкез је члан Социјалистичке партије Србије. Био је члан Извршног одбора СПС-а. Члан је Главног одбора и члан Предсједништва СПС-а. Године 2015, након смјене локалних социјалиста, именован је за предсједника Градског одбора СПС Шабац.

## Пословна каријера
Доктор Мирко Керкез власник је хотела са 50 кревета и поликлинике у Лозници. Он је купио имовину фирме „Ад Дринум травел“ у оквиру некадашњег Омладинског насеља „Титови јубилеји“ у Лозници. Током пандемије вируса корона, 2020. године, хотел са 50 кревета, клинику и сву расположиву медицинску опрему понудио је Лозници за привремену болницу.

## Лични и породични живот
Мирков рођени брат познати је ратни хирург др Милован Керкез. Мирко Керкез је био велики пријатељ са пјевачем Бором Дрљачом.

## Награде и признања
- Златна плакета Општине Крупањ.[3]
- Златна плакета Општине Петровац на Млави.[3]
- „Велика златна повеља“, највише признање Дома здравља „Др Миленко Марин“ у Лозници, 2016. године.[12]

## Чланство у удружењима
- Члан Хируршке секције Српског лекарског друштва.